# Рональд Візлі
Рональд Біліус Візлі (англ. Ronald Bilius Weasley) — чарівник із циклу романів про Гаррі Поттера Джоан Ролінґ, найкращий друг Гаррі Поттера та Герміони Ґрейнджер. Належить до родини чистокровних чарівників.

## Загальні відомості
- Ім'я: Рональд Біліус Візлі

- Дата народження: 1 березня 1980 року

- Статура: високий, худий

- Особливі прикмети: руде волосся, сині очі

- Навчання у Гоґвортсі: 1991—1997

- Факультет: Ґрифіндор

- Спортивні досягнення: воротар (1995-1997) Ґрифіндорської команди з квідичу

- Сім'я: Артур Візлі (батько), Молі Візлі (мати), Білл Візлі, Чарлі Візлі, Персі Візлі, Фред і Джордж Візлі, Джіні Візлі

- Мрія дитинства: Стати аврором

- Сімейний стан: після дій, описаних у книжках, одружиться з Герміоною Ґрейнджер

- Робота: Спочатку працював у крамниці Відьмацькі витівки Візлі, а потім за словами Дж. К. Ролінґ став аврором

- Діти: Х'юго і Розі.

## Життя в Гоґвортсі
Рон — шоста дитина в небагатій сім'ї чистокровних магів. Брати завжди й у всьому затьмарюють Рона. У нього завжди мало грошей, натомість він має те, чого не можна купити за жодні гроші, — добре серце і невичерпний оптимізм.
Рон познайомився з Гаррі дорогою до Гоґвортсу, і вони швидко стали друзями. Хай що відбувається, Гаррі завжди може розраховувати на його допомогу і підтримку. У сьомій книзі він врятував Гаррі біля озера, коли той зібрався витягти звідти меч Годрика Ґрифіндору. Після того, як Рон витягнув Гаррі, він сам поліз в озеро по меч. Знищив один з горокраксів.
Рональд добре грає в шахи й найбільше боїться павуків. Мав чарівну паличку з волоссям однорога, що дісталася йому в спадок від старшого брата Чарлі, яка зламалася під час зіткнення летючого автомобільчика Візлі з Войовничою вербою. Після другого року сім'я виграла приз від «Щоденного віщуна» — подорож до Єгипту і грошову винагороду, на яку Рону придбали нову паличку. Також від Персі Рональду дістався старий щур Скреберс, який зрештою виявився Пітером Петіґрю — анімагом, що зрадив батьків Гаррі. У кінці третього року навчання замість Скреберса Сіріус подарував Рону карликову сову — Лева.

## Подальша доля
Після закінчення школи Рон став працювати разом з Джорджем у «Відьмацьких витівках Візлі», які стали дуже прибутковою справою. Згодом став аврором. Він одружився з Герміоною Ґрейнджер, у них двоє дітей: Роза, за словами Рона «розумом що пішла в матір», і син Х'юго.

## Походження
|                          |                          |                          |                          |                          |                          |  |  |              |              |              |              |                |                |                |                |                |                |                |                |                |                |               |               |               |               |             |             |               |               |               |               |               |               |             |             |                 |                 |                 |                 |                 |                 |               |               |               |               |               |               |               |               |               |               |               |               |
|                          |                          |                          |                          |                          |                          |  |  |              |              |              |              |                |                |                |                |                |                |                |                |                |                |               |               |               |               |             |             |               |               |               |               |               |               |             |             |                 |                 |                 |                 |                 |                 |               |               |               |               |               |               |               |               |               |               |               |               |
|                          |                          |                          |                          |                          |                          |  |  |              |              |              |              |                |                |                |                |                |                |                |                |                |                |               |               |               |               |             |             |               |               |               |               |               |               |             |             |                 |                 |                 |                 |                 |                 |               |               |               |               |               |               |               |               |               |               |               |               |
|                          |                          |                          |                          |                          |                          |  |  |              |              |              |              |                |                |                |                |                |                |                |                |                |                |               |               |               |               |             |             |               |               |               |               |               |               |             |             |                 |                 |                 |                 |                 |                 |               |               |               |               |               |               |               |               |               |               |               |               |
|                          |                          |                          |                          |                          |                          |  |  |              |              |              |              | Септимус Візлі | Септимус Візлі | Септимус Візлі | Септимус Візлі | Септимус Візлі | Септимус Візлі |                |                | Цедрелла Блек  | Цедрелла Блек  | Цедрелла Блек | Цедрелла Блек | Цедрелла Блек | Цедрелла Блек |             |             | Містер Превет | Містер Превет | Містер Превет | Містер Превет | Містер Превет | Містер Превет |             |             | Ігнатіус Превет | Ігнатіус Превет | Ігнатіус Превет | Ігнатіус Превет | Ігнатіус Превет | Ігнатіус Превет |               |               | Лукреція Блек | Лукреція Блек | Лукреція Блек | Лукреція Блек | Лукреція Блек | Лукреція Блек |               |               |               |               |
|                          |                          |                          |                          |                          |                          |  |  |              |              |              |              | Септимус Візлі | Септимус Візлі | Септимус Візлі | Септимус Візлі | Септимус Візлі | Септимус Візлі |                |                | Цедрелла Блек  | Цедрелла Блек  | Цедрелла Блек | Цедрелла Блек | Цедрелла Блек | Цедрелла Блек |             |             | Містер Превет | Містер Превет | Містер Превет | Містер Превет | Містер Превет | Містер Превет |             |             | Ігнатіус Превет | Ігнатіус Превет | Ігнатіус Превет | Ігнатіус Превет | Ігнатіус Превет | Ігнатіус Превет |               |               | Лукреція Блек | Лукреція Блек | Лукреція Блек | Лукреція Блек | Лукреція Блек | Лукреція Блек |               |               |               |               |
|                          |                          |                          |                          |                          |                          |  |  |              |              |              |              |                |                |                |                |                |                |                |                |                |                |               |               |               |               |             |             |               |               |               |               |               |               |             |             |                 |                 |                 |                 |                 |                 |               |               |               |               |               |               |               |               |               |               |               |               |
|                          |                          |                          |                          |                          |                          |  |  |              |              |              |              |                |                |                |                |                |                |                |                |                |                |               |               |               |               |             |             |               |               |               |               |               |               |             |             |                 |                 |                 |                 |                 |                 |               |               |               |               |               |               |               |               |               |               |               |               |
| Містер та Місіс Делякури | Містер та Місіс Делякури | Містер та Місіс Делякури | Містер та Місіс Делякури | Містер та Місіс Делякури | Містер та Місіс Делякури |  |  | Біліус Візлі | Біліус Візлі | Біліус Візлі | Біліус Візлі | Біліус Візлі   | Біліус Візлі   |                |                | «Містер Візлі» | «Містер Візлі» | «Містер Візлі» | «Містер Візлі» | «Містер Візлі» | «Містер Візлі» |               |               | Артур Візлі   | Артур Візлі   | Артур Візлі | Артур Візлі | Артур Візлі   | Артур Візлі   |               |               | Молі Превет   | Молі Превет   | Молі Превет | Молі Превет | Молі Превет     | Молі Превет     |                 |                 | Ґідеон Превет   | Ґідеон Превет   | Ґідеон Превет | Ґідеон Превет | Ґідеон Превет | Ґідеон Превет |               |               | Фабіан Превет | Фабіан Превет | Фабіан Превет | Фабіан Превет | Фабіан Превет | Фабіан Превет |
| Містер та Місіс Делякури | Містер та Місіс Делякури | Містер та Місіс Делякури | Містер та Місіс Делякури | Містер та Місіс Делякури | Містер та Місіс Делякури |  |  | Біліус Візлі | Біліус Візлі | Біліус Візлі | Біліус Візлі | Біліус Візлі   | Біліус Візлі   |                |                | «Містер Візлі» | «Містер Візлі» | «Містер Візлі» | «Містер Візлі» | «Містер Візлі» | «Містер Візлі» |               |               | Артур Візлі   | Артур Візлі   | Артур Візлі | Артур Візлі | Артур Візлі   | Артур Візлі   |               |               | Молі Превет   | Молі Превет   | Молі Превет | Молі Превет | Молі Превет     | Молі Превет     |                 |                 | Ґідеон Превет   | Ґідеон Превет   | Ґідеон Превет | Ґідеон Превет | Ґідеон Превет | Ґідеон Превет |               |               | Фабіан Превет | Фабіан Превет | Фабіан Превет | Фабіан Превет | Фабіан Превет | Фабіан Превет |
|                          |                          |                          |                          |                          |                          |  |  |              |              |              |              |                |                |                |                |                |                |                |                |                |                |               |               |               |               |             |             |               |               |               |               |               |               |             |             |                 |                 |                 |                 |                 |                 |               |               |               |               |               |               |               |               |               |               |               |               |
|                          |                          |                          |                          |                          |                          |  |  |              |              |              |              |                |                |                |                |                |                |                |                |                |                |               |               |               |               |             |             |               |               |               |               |               |               |             |             |                 |                 |                 |                 |                 |                 |               |               |               |               |               |               |               |               |               |               |               |               |
| Габріель Делякур         | Габріель Делякур         | Габріель Делякур         | Габріель Делякур         | Габріель Делякур         | Габріель Делякур         |  |  | Флер Делякур | Флер Делякур | Флер Делякур | Флер Делякур | Флер Делякур   | Флер Делякур   |                |                | Білл Візлі     | Білл Візлі     | Білл Візлі     | Білл Візлі     | Білл Візлі     | Білл Візлі     |               |               | Персі Візлі   | Персі Візлі   | Персі Візлі | Персі Візлі | Персі Візлі   | Персі Візлі   |               |               |               |               |             |             |                 |                 |                 |                 | Рон Візлі       | Рон Візлі       | Рон Візлі     | Рон Візлі     | Рон Візлі     | Рон Візлі     |               |               |               |               |               |               |               |               |
| Габріель Делякур         | Габріель Делякур         | Габріель Делякур         | Габріель Делякур         | Габріель Делякур         | Габріель Делякур         |  |  | Флер Делякур | Флер Делякур | Флер Делякур | Флер Делякур | Флер Делякур   | Флер Делякур   |                |                | Білл Візлі     | Білл Візлі     | Білл Візлі     | Білл Візлі     | Білл Візлі     | Білл Візлі     |               |               | Персі Візлі   | Персі Візлі   | Персі Візлі | Персі Візлі | Персі Візлі   | Персі Візлі   |               |               |               |               |             |             |                 |                 |                 |                 | Рон Візлі       | Рон Візлі       | Рон Візлі     | Рон Візлі     | Рон Візлі     | Рон Візлі     |               |               |               |               |               |               |               |               |
|                          |                          |                          |                          |                          |                          |  |  |              |              |              |              |                |                |                |                |                |                |                |                |                |                |               |               |               |               |             |             |               |               |               |               |               |               |             |             |                 |                 |                 |                 |                 |                 |               |               |               |               |               |               |               |               |               |               |               |               |
|                          |                          |                          |                          |                          |                          |  |  |              |              |              |              |                |                |                |                |                |                |                |                |                |                |               |               |               |               |             |             |               |               |               |               |               |               |             |             |                 |                 |                 |                 |                 |                 |               |               |               |               |               |               |               |               |               |               |               |               |
|                          |                          |                          |                          |                          |                          |  |  |              |              |              |              | Вікторія Візлі | Вікторія Візлі | Вікторія Візлі | Вікторія Візлі | Вікторія Візлі | Вікторія Візлі |                |                | Чарлі Візлі    | Чарлі Візлі    | Чарлі Візлі   | Чарлі Візлі   | Чарлі Візлі   | Чарлі Візлі   |             |             | Фред Візлі    | Фред Візлі    | Фред Візлі    | Фред Візлі    | Фред Візлі    | Фред Візлі    |             |             | Джордж Візлі    | Джордж Візлі    | Джордж Візлі    | Джордж Візлі    | Джордж Візлі    | Джордж Візлі    |               |               | Джіні Візлі   | Джіні Візлі   | Джіні Візлі   | Джіні Візлі   | Джіні Візлі   | Джіні Візлі   |               |               |               |               |